# Leptomyrina sudanica
Leptomyrina sudanica är en fjärilsart som beskrevs av Henry Stempffer 1964. Leptomyrina sudanica ingår i släktet Leptomyrina och familjen juvelvingar. IUCN kategoriserar arten globalt som otillräckligt studerad. Inga underarter finns listade i Catalogue of Life.